# فسفاتیدیل اتانل آمین

Biosynthesis of Phophatidylethanolamine in Bacteria

فسفاتیدیل اتانل امین (به انگلیسی: Phosphatidylethanolamine) نوعی فسفولیپید در غشای سلول است که از استری شدن فسفاتیدیک اسید با یک عامل آمینو الکل بنام اتانول امین به وجود می‌آید.

## تولید
PE از پیوند یک مولکول CDP اتانل امین و یک دی گلیسیرید تشکیل شده‌است که طی این فرایند یک مولکول سیتیدین مونوفسفات (CMP) آزاد می‌شود.
این ماده در غشاء سلولی تمام سلول‌های زنده (هم لایه داخلی لیپید هم لایه خارجی) وجود دارد.فسفولیپیدها ،لیپیدهای اصلی سازنده غشای سلولی هستند.

## کارکرد
فسفاتیدیل اتانل امین تقریباً در غشای تمام سلولهای زنده یافت می‌شود و ۲۵٪ فسفولیپیدهای غشا را تشکیل می‌دهد. در انسان این فسفولیپید بخش مهمی از ماده سفید مغز و نخاع (تا ۴۵٪ کل فسفولیپیدها) را تشکیل می‌دهد.فسفاتیدیل اتانل امین در غشای باکتریها نیز جزء ضروری است.